# Friedrich Basil
Friedrich Basil, también conocido como Fritz Basil (16 de mayo de 1862-31 de marzo de 1938), fue un actor, director y profesor de interpretación alemán.

## Biografía
Su nombre completo era Friedrich Hans Basilius Meyer, y nació en Fráncfort del Óder, Alemania, siendo su padre un pastor protestante y su hermano menor el cantante y actor Hans Basil. Estudió filosofía en Tubinga, Múnich y Berlín, pero ya avanzada su formación fue dedicando cada vez más tiempo a la actuación. Mientras estudiaba, en 1883, fue miembro de la Fraternidad Derendingia de Tubinga. Su primer papel fue el de Guido en la tragedia de Johann Anton Leisewitz Julius von Tarent, representada en el Theaterverein Heinrich Laube de Berlín.
En 1886 actuó en el Kurtheater de Hitzacker. Posteriormente tomó lecciones de Heinrich Oberländer, y el 1 de octubre de 1886 obtuvo su primer compromiso permanente en el Teatro de Lübeck, debutando en la obra de Friedrich Schiller Don Carlos.
Pasado un año se mudó al Staatstheater de Oldemburgo, y en 1889 al Berliner Theater de la capital. Allí debutó como Siegfried en Die Nibelungen, obteniendo una favorable crítica de Eugen Zabel. En 1891 se encontraba en el Deutsches Theater de Berlín, donde actuó en piezas como Der Erbförster, de Otto Ludwig. Basil fue llamado para actuar en el Hoftheater de Múnich, donde debutó con el drama de Gotthold Ephraim Lessing Nathan el Sabio. Múnich fue su nuevo hogar desde entonces y hasta su muerte 44 años después. Allí despegó su carrera, trabajando en obras como Der Roßdieb von Fünsing, Die Schmetterlingsschlacht, Hamlet, Egmont, Jugend von heute, Mucho ruido y pocas nueces y Fausto, donde pudo demostrar su habilidad como cantante.
En mayo de 1896 también trabajó como director en el Hoftheater. Su actividad cinematográfica fue escasa, en producciones rodadas a principios de los años 1920, con directores como Hans Oberländer y Franz Seitz, Sr..
Basil fue profesor de interpretación, especialmente durante la República de Weimar, siendo algunos de sus alumnos Heinz Klingenberg, Hedda Forsten, Iwa Raffay y, el más famoso de todos, Heinz Rühmann. Unos meses después de Rühmann (1919), instruyó también a un joven político sobre gestos, expresiones faciales y retórica: Adolf Hitler.
Friedrich Basil falleció en Múnich en 1938.

## Filmografía
- 1920 : Richtet nicht
- 1920 : Dämon Weib
- 1921 : Der Dolchstoß
- 1923 : Der Weg zu Gott